# Есхін зі Сфетту
Есхін зі Сфетту або Есхін Сократів (грец. Αἰσχίνης); 425 р. до н. е. — 350 р. до н. е. — давньогрецький філософ, в юності послідовник Сократа. Історики називають його Есхіном Сократівим, щоб відрізнити від афінського оратора Есхіна.

## Есхін і Сократ
За свідченнями Платона Есхін був свідком смерті Сократа на суді над ним при екзекуції. Будучи його послідовником, після смерті Сократа, Есхін почав писати філософські діалоги в яких Сократ був головним дискутуючим. Самі діалоги збереглися до нашого часу фрагментарно, а саме ''Алківіад'' і ''Аспазія''. У цих діалогах розвивається характерно сократівська ідея про любовне тяжіння, ерос як необхідний елемент моральної педагогіки, завдання якої — зробити людину краще. Ерос в цій якості протиставляється знанню-мистецтва, яким володіють антиподи Сократа — софісти, платні вчителя. Ймовірно, саме Есхін був ініціатором літературної розробки теми еросу, згодом знаковою для платонізму. Зараз науковці стверджують, що на відміну від інших філософів, як, наприклад, Ксенефонт, які за основу використовували вчення Платона, Есхін брав знання прямо від спілкування з Сократом. Не збереглися діалоги: ''Мільтіад'', ''Каллій'', ''Аксіоха'', ''Телавг'' і ''Рінон''. Як і сам Есхін, який читав свої роботи багатьом послідовникам, його твори були дуже популярними в Античності.

## Діалоги
- ''Алківіад''
- ''Аспазія''
- ''Мільтіад''
- ''Каллій''
- ''Аксіоха''
- ''Телавг''
- ''Рінон''